# Granowiec
Granowiec – wieś w Polsce położona w województwie wielkopolskim, w powiecie ostrowskim, w gminie Sośnie, ok. 18 km na południowy zachód od Ostrowa Wlkp.
Pod koniec XIX wieku wieś wchodziła w skład powiatu odolanowskiego. Wraz z pustkowiem Krzyżno liczyła 152 domostw i 1224 mieszkańców. Przeważała ludność ewangelicka (808) nad katolicką (403) i żydami (13).
Przed 1932 rokiem miejscowość położona była w powiecie odolanowskim, w latach 1975–1998 w województwie kaliskim, w latach 1932–1975 i od 1999 w powiecie ostrowskim. W latach 1934–1939 istniała gmina Granowiec.
Granowiec liczył w 2011 roku około 1298 mieszkańców.
Miejscowość dała nazwę stacji kolejowej Granowiec.
Od 1958 roku funkcjonuje parafia Granowiec, należąca do dekanatu Odolanowskiego.
W Granowcu urodzili się:
- nazaretanka, męczennica bł. Gwidona Helena Cierpka
- botanik Feliks Krawiec
- ppłk Bernard Zakrzewski (poprzednie nazwisko Krawiec).

## Zabytki
Na terenie wsi Granowiec jednym z cenniejszych obiektów jest krzyż przydrożny, który został wzniesiony w 1878 roku. Wykonał go Paweł Bryliński-znany artysta ludowy, zamieszkujący teren Wielkopolski. Kościół pw. św. Antoniego Paderewskiego i św. Jadwigi Śląskiej ozdabiają dwie pamiątkowe tablice, które czczą ofiary II wojny światowej, druga z nich jest upamiętnieniem Gwidony-siostry nazaretanki, która urodziła się w Granowcu.
W miejscowości zachowały się również domy z muru pruskiego oraz domy, które zbudowane są w stylu wielkopolskim.